# Recht voor z'n Raab
Recht voor z'n Raab was een Nederlandse dramaserie die in 1992-1993 werd uitgezonden door de NOS. De scenario's zijn bewerkt vanuit de realiteit door Gerard Soeteman, die hierbij medewerking kreeg van Max Moszkowicz sr., die zaken uit zijn eigen praktijk met hem deelde. Hoewel Soeteman alleen alle afleveringen schreef, werden de afleveringen steeds door een andere beginnende regisseur geregisseerd. De productie was in handen van Joop van den Ende. 
De serie kende twee seizoenen van ieder acht afleveringen. Elke aflevering is steeds door de ogen van iemand (of meerdere mensen) wiens leven aangrijpend verandert door een plotselinge gebeurtenis en gaandeweg het verhaal de hulp inroepen van advocaat Mr. Bram Raab (André van den Heuvel).
De afleveringen zijn naar aanleiding van columns van Max Moszkowicz onder de naam Mr. A. Raab. Niet elke aflevering, maar een aantal worden ingeleid door Moszkowicz die vanuit zijn kantoor een leus voordraagt die in verband staat met het verhaal dat zich afspeelt in de aflevering. 
Naast André van den Heuvel duikt ook Jacky Spears geregeld op als Eileen Raab, de vrouw van Bram Raab. 

## Seizoenen

### Seizoen 1
| Nr. | Titel | Regisseur | Datum | Duur | Opgenomen te                                  |
| --- | --- | --- | --- | --- | --------------------------------------------- |
| 1 | Het Mes | Paul Kramer | 25 februari 1992 | 29.08 | Hoofddorp, Tiel                               |
| Iliakos Paparatos (Vefa Ocal) runt een Grieks restaurant dat goed loopt, tot op een avond twee mannen Cor (Jack Wouterse) en Fritsie (Tom de Ket) verschijnen die Iliakos en zijn klanten het leven zuur maken. Het gaat van kwaad tot erger, met een dodelijk slachtoffer tot gevolg. Verdere gastrollen: Anna Crott (Helena), Reinier Heidemann (Officier van Justitie), Mies de Heer (Rechter) Bart Oomen (Rechercheur), Jop de Vries (Agent), Khalid Boukaiba (Kelner), Sjoera Retèl (Klant), Rupert van Heijningen (Klant) | | | | |                                               |
| 2 | Laat Geluk | Annick Vroom | 3 maart 1992 | 31.23 | Baarn                                         |
| Door Lauswolde (Ria Marks) heeft jarenlang zichzelf weggecijferd om als mantelzorger voor haar moeder te zorgen, nu haar moeder is overleden valt ze in een zwart gat, hoewel ze veel steun krijgt van haar vriendin Eugenie (Diane Lensink) is ze toch behoorlijk eenzaam, maar beland niet voor gezelschap bij Mr. Raab. Verdere gastrollen: Trudy de Jong (A. van Grinsven), Theo de Groot (Wilhelm "Wim" Lauswolde), Tjerk Risselada (Man), Jannie Houweling (Verkoopster), Ronald Beer (Apotheker), Ypy Zysling (Receptioniste), Judith Bovenberg (Agente) | | | | |                                               |
| 3 | Blinde Woede | Bobby Eerhart | 10 maart 1992 | 30.31 | Den Haag, Amsterdam                           |
| Louis van Ingen Berkhout (Harry van Rijthoven) is blind en daardoor afhankelijk van zijn hulphond Lex (Cornflakes), met wie hij dag en nacht optrekt. Verdere intimiteit in zijn leven heeft hij niet, op bezoekjes van escort vrouwen na. Midden in de nacht wordt hij wakker, hij hoort zijn hond. Louis stapt uit zijn bed en gaat blindelings af op het geluid. Een inbreker (Chiel van Berkel) is bezig zijn slag te slaan en heeft Lex hierbij vermoord. Het loopt uit op een confrontatie tussen Louis en de inbreker, waarbij Louis mede door zijn blindheid geen andere kant op kan dan de inbreker te doden. Met Mr. Raab bespreekt hij zijn verdediging en één ding staat hierbij zo goed als buiten kijf: Louis was blind en kon niet weglopen voor de situatie. Verdere gastrollen: Margo Dames (Lia), Elsie de Brauw (Officier van Justitie), Isabella van Rooy (Joke), Freek van Muiswinkel (Inspecteur Haagmans), Harry van Veggel (Rechter), Fer Conrad (Ober) | | | | |                                               |
| 4 | Chantage | Joram Lürsen | 17 maart 1992 | 31.09 | Venetië, Amsterdam                            |
| Jacob van Mierde (Reinier Bulder) leidt een eenvoudig bestaan: hij heeft een goede baan bij de bank en is getrouwd met Ansje (Marie Louise Stheins), maar zijn huwelijk gaat niet zo van een leien dakje. Ansje wil dolgraag naar Venetië, maar Jacob krijgt geen opslag op zijn werk om zo'n reisje te kunnen betalen. Ansje zet hem onder druk: of ze gaan naar Venetië of ze gaan uit elkaar. Jacob vindt een manier om aan het geld te komen en reist met Ansje naar Venetië, maar bij thuiskomst wacht er een onaangename verrassing op hem. Verdere gastrollen: Dolf de Vries (Bankdirecteur), Pim Lambeau (Mevrouw Stocking), Maarten Wansink (Kees), Pauline van Rhenen (Stephanie), Martha Kensmil (Fleurtje), Bert Bunschoten (Rechercheur), Saskia Rinsma (Bankbediende) | | | | |                                               |
| 5 | De Schim | Maarten Treurniet | 24 maart 1992 | 32.35 | Baarn, Haarlem Amsterdam, Bloemendaal, Bussum |
| Paul Esders (Coen van Vrijberghe de Coningh) is een succesvol architect en is getrouwd met Hilde (Linda van Dyck) met wie hij heel gelukkig is. Op zekere dag ontmoet hij tijdens een zakelijk etentje Rini (Tom Jansen) een walgelijke proleet die de meest vieze taal uitslaat over vrouwen. Deze ontmoeting lijkt pas het begin van een periode waarin Paul steeds meer wordt gekweld van alleen al de gedachte aan Rini, nadat Rini hem heeft verteld dat de twee iets gemeen hebben. Verdere gastrollen: Dick Rienstra (Lefevre), Marjolein Keuning (Anita), Griete van den Akker (Opticien) | Paul Esders (Coen van Vrijberghe de Coningh) is een succesvol architect en is getrouwd met Hilde (Linda van Dyck) met wie hij heel gelukkig is. Op zekere dag ontmoet hij tijdens een zakelijk etentje Rini (Tom Jansen) een walgelijke proleet die de meest vieze taal uitslaat over vrouwen. Deze ontmoeting lijkt pas het begin van een periode waarin Paul steeds meer wordt gekweld van alleen al de gedachte aan Rini, nadat Rini hem heeft verteld dat de twee iets gemeen hebben. Verdere gastrollen: Dick Rienstra (Lefevre), Marjolein Keuning (Anita), Griete van den Akker (Opticien) | Paul Esders (Coen van Vrijberghe de Coningh) is een succesvol architect en is getrouwd met Hilde (Linda van Dyck) met wie hij heel gelukkig is. Op zekere dag ontmoet hij tijdens een zakelijk etentje Rini (Tom Jansen) een walgelijke proleet die de meest vieze taal uitslaat over vrouwen. Deze ontmoeting lijkt pas het begin van een periode waarin Paul steeds meer wordt gekweld van alleen al de gedachte aan Rini, nadat Rini hem heeft verteld dat de twee iets gemeen hebben. Verdere gastrollen: Dick Rienstra (Lefevre), Marjolein Keuning (Anita), Griete van den Akker (Opticien) | Paul Esders (Coen van Vrijberghe de Coningh) is een succesvol architect en is getrouwd met Hilde (Linda van Dyck) met wie hij heel gelukkig is. Op zekere dag ontmoet hij tijdens een zakelijk etentje Rini (Tom Jansen) een walgelijke proleet die de meest vieze taal uitslaat over vrouwen. Deze ontmoeting lijkt pas het begin van een periode waarin Paul steeds meer wordt gekweld van alleen al de gedachte aan Rini, nadat Rini hem heeft verteld dat de twee iets gemeen hebben. Verdere gastrollen: Dick Rienstra (Lefevre), Marjolein Keuning (Anita), Griete van den Akker (Opticien) | Paul Esders (Coen van Vrijberghe de Coningh) is een succesvol architect en is getrouwd met Hilde (Linda van Dyck) met wie hij heel gelukkig is. Op zekere dag ontmoet hij tijdens een zakelijk etentje Rini (Tom Jansen) een walgelijke proleet die de meest vieze taal uitslaat over vrouwen. Deze ontmoeting lijkt pas het begin van een periode waarin Paul steeds meer wordt gekweld van alleen al de gedachte aan Rini, nadat Rini hem heeft verteld dat de twee iets gemeen hebben. Verdere gastrollen: Dick Rienstra (Lefevre), Marjolein Keuning (Anita), Griete van den Akker (Opticien) | Ingeleid door Max Moszkowicz                  |
| 6 | De Zaak van de Beer | Pollo de Pimentel | 31 maart 1992 | 30.45 | Rheden, Amsterdam                             |
| Het leven van stoffeerder Fons Piek (Han Kerckhoffs) wordt abrupt verstoord als zijn vrouw Eefje (Lieneke le Roux) het aanlegt met de nieuwe overbuurman, de dominante bakker Beermans (Rik Van Uffelen). Het blijft niet alleen hierbij: Eefje en Beermans maken maar al te graag duidelijk dat ze de vloer met Piek zullen aanvegen en dat alles wat van hem is door de scheiding van hen zal worden. Het gaat zelfs zo ver dat Piek niet meer thuis slaapt na dreigementen van Beermans, die het niet alleen voorzien heeft op zijn vrouw. Verdere gastrollen: Anouska Corbeau (Liesje Piek), Kees Coolen (Rechter), Peter Hoeksema (Officier van Justitie), Ottolien Boeschoten (Agente), Truus Dekker (Klant), Willem Boogaard (Dierenvriend), Hans Zuydveld (Agent) | | | | |                                               |
| 7 | Een Zaak van Leven of Dood | Ineke van de Weele | 7 april 1992 | 23.50 | Haarlem, Uithoorn                             |
| Midden in de nacht krijgt Raab bezoek van Winters (Peter Tuinman), die zegt op het punt te staan om een moord te plegen. Raab begrijpt dat als hij nu niet direct met de man in gesprek gaat, dat hij dan nooit gaat kunnen voorkomen dat hij ook daadwerkelijk die moord pleegt. Verdere gastrollen: Jan Huese (Wim Winters, foto), Peter Fiévez (Muzikant 1), Elco Fortuin (Muzikant 2), Gerard Tavenier (Muzikant 3), Eduard Rahuesen (Muzikant 4), Peter Veldepoort (Muzikant 5) | | | | |                                               |
| 8 | Mussolini | Anne van der Linden | 14 april 1992 | 31.15 | Rome, Amsterdam, Luchthaven Schiphol          |
| Nelissen (Krijn ter Braak) is overspannen en de huisarts (Howard van Dodemont) adviseert hem op vakantie te gaan voordat het ten koste gaat van zijn gezondheid of hij er aan zal bezwijken. Samen met zijn vrouw (Trudy Labij) besluit hij dan om op vakantie te gaan naar Rome. Daar ontmoeten ze een bijzondere man (Arnoldo Foà), die ze een bijzonder voorstel doet. Verdere gastrollen: Hidde Schols (Jos Nelissen Jr), Ermanno De Biagi (Joe), Oscar Dekker (Douanier), J. Hoogsteder (Expert), Cees van Drongelen (Presentator) | | | | |                                               |

### Seizoen 2
| Nr. | Titel | Regisseur | Datum | Duur | Opgenomen te                 |
| --- | --- | --- | --- | --- | ---------------------------- |
| 1 | Liefde en Goudvissen | Paula van der Oest | 30 maart 1993 | 29.14 | Bennebroek, Amsterdam        |
| Peter Wolfers (Peter Aryans) deelt graag met anderen, tot wanhoop van zijn dochter (Coby Stunnenberg), die bang is dat er anders niets voor haar overblijft om te erven. Ze besluit haar vader te verhuizen van zijn vertrouwde boerderij naar een bejaardenhuis. Daar heeft hij zijn oog laten vallen op Judith (Mariëlle van Sauers) die hem verzorgt, maar Judith heeft al iemand anders op het oog. Verdere gastrollen: Pasquale Capone (Germano), Cash (Jachthond), Aline Markus (Mevrouw Verbiest) Walter van Canoy (Arts), Eugène Drenthe (Portier), Saskia Rinsma (Agente) | Peter Wolfers (Peter Aryans) deelt graag met anderen, tot wanhoop van zijn dochter (Coby Stunnenberg), die bang is dat er anders niets voor haar overblijft om te erven. Ze besluit haar vader te verhuizen van zijn vertrouwde boerderij naar een bejaardenhuis. Daar heeft hij zijn oog laten vallen op Judith (Mariëlle van Sauers) die hem verzorgt, maar Judith heeft al iemand anders op het oog. Verdere gastrollen: Pasquale Capone (Germano), Cash (Jachthond), Aline Markus (Mevrouw Verbiest) Walter van Canoy (Arts), Eugène Drenthe (Portier), Saskia Rinsma (Agente) | Peter Wolfers (Peter Aryans) deelt graag met anderen, tot wanhoop van zijn dochter (Coby Stunnenberg), die bang is dat er anders niets voor haar overblijft om te erven. Ze besluit haar vader te verhuizen van zijn vertrouwde boerderij naar een bejaardenhuis. Daar heeft hij zijn oog laten vallen op Judith (Mariëlle van Sauers) die hem verzorgt, maar Judith heeft al iemand anders op het oog. Verdere gastrollen: Pasquale Capone (Germano), Cash (Jachthond), Aline Markus (Mevrouw Verbiest) Walter van Canoy (Arts), Eugène Drenthe (Portier), Saskia Rinsma (Agente) | Peter Wolfers (Peter Aryans) deelt graag met anderen, tot wanhoop van zijn dochter (Coby Stunnenberg), die bang is dat er anders niets voor haar overblijft om te erven. Ze besluit haar vader te verhuizen van zijn vertrouwde boerderij naar een bejaardenhuis. Daar heeft hij zijn oog laten vallen op Judith (Mariëlle van Sauers) die hem verzorgt, maar Judith heeft al iemand anders op het oog. Verdere gastrollen: Pasquale Capone (Germano), Cash (Jachthond), Aline Markus (Mevrouw Verbiest) Walter van Canoy (Arts), Eugène Drenthe (Portier), Saskia Rinsma (Agente) | Peter Wolfers (Peter Aryans) deelt graag met anderen, tot wanhoop van zijn dochter (Coby Stunnenberg), die bang is dat er anders niets voor haar overblijft om te erven. Ze besluit haar vader te verhuizen van zijn vertrouwde boerderij naar een bejaardenhuis. Daar heeft hij zijn oog laten vallen op Judith (Mariëlle van Sauers) die hem verzorgt, maar Judith heeft al iemand anders op het oog. Verdere gastrollen: Pasquale Capone (Germano), Cash (Jachthond), Aline Markus (Mevrouw Verbiest) Walter van Canoy (Arts), Eugène Drenthe (Portier), Saskia Rinsma (Agente) | Ingeleid door Max Moszkowicz |
| 2 | Kunstfout | Idse Grotenhuis | 6 april 1993 | 27.07 | Amsterdam                    |
| Rob Traumers (Roef Ragas) stapt op zekere dag in een stuk glas, waarna hij in de dagen erna steeds zieker wordt. De huisarts (Ton van der Velden) zegt dat hij Rob naar het ziekenhuis moet om daar zijn voet te laten amputeren, dat is zijn enige hoop. De operatie verloopt wonderwijl goed en toch, toch overlijdt Rob niet veel later na zijn operatie. Zijn vrouw Jeanne kan het niet bevatten: je been moet geamputeerd worden en toch ga je dood. Met Mr. Raab aan haar zijde klaagt ze het ziekenhuis aan voor de begane medische fout, terwijl dit voor Jeanne langzamerhand haar tol begint te eisen. Verdere gastrollen: René Retèl (Marinus Floris Tamstra), Hajo Bruins (Huidarts), Joost Boer (Dr. Mertsch), Guus Dam (Van Beers), Marcel Bertsch (Lems), Menno van Beekum (Advocaat), Ger Apeldoorn (Deurwaarder), Janneke Heinsius (Hoofdzuster), Els Lyessen (Receptioniste) | Rob Traumers (Roef Ragas) stapt op zekere dag in een stuk glas, waarna hij in de dagen erna steeds zieker wordt. De huisarts (Ton van der Velden) zegt dat hij Rob naar het ziekenhuis moet om daar zijn voet te laten amputeren, dat is zijn enige hoop. De operatie verloopt wonderwijl goed en toch, toch overlijdt Rob niet veel later na zijn operatie. Zijn vrouw Jeanne kan het niet bevatten: je been moet geamputeerd worden en toch ga je dood. Met Mr. Raab aan haar zijde klaagt ze het ziekenhuis aan voor de begane medische fout, terwijl dit voor Jeanne langzamerhand haar tol begint te eisen. Verdere gastrollen: René Retèl (Marinus Floris Tamstra), Hajo Bruins (Huidarts), Joost Boer (Dr. Mertsch), Guus Dam (Van Beers), Marcel Bertsch (Lems), Menno van Beekum (Advocaat), Ger Apeldoorn (Deurwaarder), Janneke Heinsius (Hoofdzuster), Els Lyessen (Receptioniste) | Rob Traumers (Roef Ragas) stapt op zekere dag in een stuk glas, waarna hij in de dagen erna steeds zieker wordt. De huisarts (Ton van der Velden) zegt dat hij Rob naar het ziekenhuis moet om daar zijn voet te laten amputeren, dat is zijn enige hoop. De operatie verloopt wonderwijl goed en toch, toch overlijdt Rob niet veel later na zijn operatie. Zijn vrouw Jeanne kan het niet bevatten: je been moet geamputeerd worden en toch ga je dood. Met Mr. Raab aan haar zijde klaagt ze het ziekenhuis aan voor de begane medische fout, terwijl dit voor Jeanne langzamerhand haar tol begint te eisen. Verdere gastrollen: René Retèl (Marinus Floris Tamstra), Hajo Bruins (Huidarts), Joost Boer (Dr. Mertsch), Guus Dam (Van Beers), Marcel Bertsch (Lems), Menno van Beekum (Advocaat), Ger Apeldoorn (Deurwaarder), Janneke Heinsius (Hoofdzuster), Els Lyessen (Receptioniste) | Rob Traumers (Roef Ragas) stapt op zekere dag in een stuk glas, waarna hij in de dagen erna steeds zieker wordt. De huisarts (Ton van der Velden) zegt dat hij Rob naar het ziekenhuis moet om daar zijn voet te laten amputeren, dat is zijn enige hoop. De operatie verloopt wonderwijl goed en toch, toch overlijdt Rob niet veel later na zijn operatie. Zijn vrouw Jeanne kan het niet bevatten: je been moet geamputeerd worden en toch ga je dood. Met Mr. Raab aan haar zijde klaagt ze het ziekenhuis aan voor de begane medische fout, terwijl dit voor Jeanne langzamerhand haar tol begint te eisen. Verdere gastrollen: René Retèl (Marinus Floris Tamstra), Hajo Bruins (Huidarts), Joost Boer (Dr. Mertsch), Guus Dam (Van Beers), Marcel Bertsch (Lems), Menno van Beekum (Advocaat), Ger Apeldoorn (Deurwaarder), Janneke Heinsius (Hoofdzuster), Els Lyessen (Receptioniste) | Rob Traumers (Roef Ragas) stapt op zekere dag in een stuk glas, waarna hij in de dagen erna steeds zieker wordt. De huisarts (Ton van der Velden) zegt dat hij Rob naar het ziekenhuis moet om daar zijn voet te laten amputeren, dat is zijn enige hoop. De operatie verloopt wonderwijl goed en toch, toch overlijdt Rob niet veel later na zijn operatie. Zijn vrouw Jeanne kan het niet bevatten: je been moet geamputeerd worden en toch ga je dood. Met Mr. Raab aan haar zijde klaagt ze het ziekenhuis aan voor de begane medische fout, terwijl dit voor Jeanne langzamerhand haar tol begint te eisen. Verdere gastrollen: René Retèl (Marinus Floris Tamstra), Hajo Bruins (Huidarts), Joost Boer (Dr. Mertsch), Guus Dam (Van Beers), Marcel Bertsch (Lems), Menno van Beekum (Advocaat), Ger Apeldoorn (Deurwaarder), Janneke Heinsius (Hoofdzuster), Els Lyessen (Receptioniste) | Ingeleid door Max Moszkowicz |
| 3 | Schaakmat | Tjebbo Penning | 13 april 1993 | 27.01 | Amsterdam, Hilversum         |
| Apotheker Wietze Hooyman (Bert Bunschoten) is apotheker en leidt een eenvoudig bestaan, maar hij heeft een geheim, stiekem is hij homoseksueel. Dit grote geheim drijft toch aan de oppervlakte van Heintje (Peter de Gelder) en Martijn (Mike Libanon) die dit niet zonder meer willen verzwijgen, met grote gevolgen. Verdere gastrollen: Maeve van der Steen (Ella Hooymans), Barry van den Berg (Dennis Hooymans), Wouter Steenbergen (Mr. van de Merwe), Ingeborg Uijt den Bogaard (Rechter), Glenn Durfort (Officier van Justitie), Anouk Broersma (Apothekersassistente), Esther Blaazer (Schaakster), Cees Kitseroo (Agent) | Apotheker Wietze Hooyman (Bert Bunschoten) is apotheker en leidt een eenvoudig bestaan, maar hij heeft een geheim, stiekem is hij homoseksueel. Dit grote geheim drijft toch aan de oppervlakte van Heintje (Peter de Gelder) en Martijn (Mike Libanon) die dit niet zonder meer willen verzwijgen, met grote gevolgen. Verdere gastrollen: Maeve van der Steen (Ella Hooymans), Barry van den Berg (Dennis Hooymans), Wouter Steenbergen (Mr. van de Merwe), Ingeborg Uijt den Bogaard (Rechter), Glenn Durfort (Officier van Justitie), Anouk Broersma (Apothekersassistente), Esther Blaazer (Schaakster), Cees Kitseroo (Agent) | Apotheker Wietze Hooyman (Bert Bunschoten) is apotheker en leidt een eenvoudig bestaan, maar hij heeft een geheim, stiekem is hij homoseksueel. Dit grote geheim drijft toch aan de oppervlakte van Heintje (Peter de Gelder) en Martijn (Mike Libanon) die dit niet zonder meer willen verzwijgen, met grote gevolgen. Verdere gastrollen: Maeve van der Steen (Ella Hooymans), Barry van den Berg (Dennis Hooymans), Wouter Steenbergen (Mr. van de Merwe), Ingeborg Uijt den Bogaard (Rechter), Glenn Durfort (Officier van Justitie), Anouk Broersma (Apothekersassistente), Esther Blaazer (Schaakster), Cees Kitseroo (Agent) | Apotheker Wietze Hooyman (Bert Bunschoten) is apotheker en leidt een eenvoudig bestaan, maar hij heeft een geheim, stiekem is hij homoseksueel. Dit grote geheim drijft toch aan de oppervlakte van Heintje (Peter de Gelder) en Martijn (Mike Libanon) die dit niet zonder meer willen verzwijgen, met grote gevolgen. Verdere gastrollen: Maeve van der Steen (Ella Hooymans), Barry van den Berg (Dennis Hooymans), Wouter Steenbergen (Mr. van de Merwe), Ingeborg Uijt den Bogaard (Rechter), Glenn Durfort (Officier van Justitie), Anouk Broersma (Apothekersassistente), Esther Blaazer (Schaakster), Cees Kitseroo (Agent) | Apotheker Wietze Hooyman (Bert Bunschoten) is apotheker en leidt een eenvoudig bestaan, maar hij heeft een geheim, stiekem is hij homoseksueel. Dit grote geheim drijft toch aan de oppervlakte van Heintje (Peter de Gelder) en Martijn (Mike Libanon) die dit niet zonder meer willen verzwijgen, met grote gevolgen. Verdere gastrollen: Maeve van der Steen (Ella Hooymans), Barry van den Berg (Dennis Hooymans), Wouter Steenbergen (Mr. van de Merwe), Ingeborg Uijt den Bogaard (Rechter), Glenn Durfort (Officier van Justitie), Anouk Broersma (Apothekersassistente), Esther Blaazer (Schaakster), Cees Kitseroo (Agent) | Ingeleid door Max Moszkowicz |
| 4 | Proeftijd | Ron Termaat | 20 april 1993 | 29.45 | IJmuiden, Tiel               |
| De jonge, seksueel onervaren Peter (Rob Das) wordt aangenomen bij het staalbedrijf van Irene van Meer (Carolien van den Berg) en haar man Rob (Leo Hogenboom). Tussen Irene en Peter ontstaan seksuele spanningen, maar voor Peter stelt het meer voor dan Irene en dat kan hij niet verkroppen. Waarna hij door het lint gaat en haar probeert de vermoorden, maar naderhand spijt krijgt, 112 belt waarna ze nog te reden valt. Raab zet alle zeilen bij Peter zo goed mogelijk bij te staan. En zijn verdediging gaat hem voor de wind. Maar na het proces krijgt Peter verrassend bezoek… Verdere gastrollen: Cees Geel (Ruud den Drijver), Joop Wittermans (Vader), Celia van den Boogert (Moeder), Skip Goeree (Jaap), Rob Kamphues (Sollicitant) | De jonge, seksueel onervaren Peter (Rob Das) wordt aangenomen bij het staalbedrijf van Irene van Meer (Carolien van den Berg) en haar man Rob (Leo Hogenboom). Tussen Irene en Peter ontstaan seksuele spanningen, maar voor Peter stelt het meer voor dan Irene en dat kan hij niet verkroppen. Waarna hij door het lint gaat en haar probeert de vermoorden, maar naderhand spijt krijgt, 112 belt waarna ze nog te reden valt. Raab zet alle zeilen bij Peter zo goed mogelijk bij te staan. En zijn verdediging gaat hem voor de wind. Maar na het proces krijgt Peter verrassend bezoek… Verdere gastrollen: Cees Geel (Ruud den Drijver), Joop Wittermans (Vader), Celia van den Boogert (Moeder), Skip Goeree (Jaap), Rob Kamphues (Sollicitant) | De jonge, seksueel onervaren Peter (Rob Das) wordt aangenomen bij het staalbedrijf van Irene van Meer (Carolien van den Berg) en haar man Rob (Leo Hogenboom). Tussen Irene en Peter ontstaan seksuele spanningen, maar voor Peter stelt het meer voor dan Irene en dat kan hij niet verkroppen. Waarna hij door het lint gaat en haar probeert de vermoorden, maar naderhand spijt krijgt, 112 belt waarna ze nog te reden valt. Raab zet alle zeilen bij Peter zo goed mogelijk bij te staan. En zijn verdediging gaat hem voor de wind. Maar na het proces krijgt Peter verrassend bezoek… Verdere gastrollen: Cees Geel (Ruud den Drijver), Joop Wittermans (Vader), Celia van den Boogert (Moeder), Skip Goeree (Jaap), Rob Kamphues (Sollicitant) | De jonge, seksueel onervaren Peter (Rob Das) wordt aangenomen bij het staalbedrijf van Irene van Meer (Carolien van den Berg) en haar man Rob (Leo Hogenboom). Tussen Irene en Peter ontstaan seksuele spanningen, maar voor Peter stelt het meer voor dan Irene en dat kan hij niet verkroppen. Waarna hij door het lint gaat en haar probeert de vermoorden, maar naderhand spijt krijgt, 112 belt waarna ze nog te reden valt. Raab zet alle zeilen bij Peter zo goed mogelijk bij te staan. En zijn verdediging gaat hem voor de wind. Maar na het proces krijgt Peter verrassend bezoek… Verdere gastrollen: Cees Geel (Ruud den Drijver), Joop Wittermans (Vader), Celia van den Boogert (Moeder), Skip Goeree (Jaap), Rob Kamphues (Sollicitant) | De jonge, seksueel onervaren Peter (Rob Das) wordt aangenomen bij het staalbedrijf van Irene van Meer (Carolien van den Berg) en haar man Rob (Leo Hogenboom). Tussen Irene en Peter ontstaan seksuele spanningen, maar voor Peter stelt het meer voor dan Irene en dat kan hij niet verkroppen. Waarna hij door het lint gaat en haar probeert de vermoorden, maar naderhand spijt krijgt, 112 belt waarna ze nog te reden valt. Raab zet alle zeilen bij Peter zo goed mogelijk bij te staan. En zijn verdediging gaat hem voor de wind. Maar na het proces krijgt Peter verrassend bezoek… Verdere gastrollen: Cees Geel (Ruud den Drijver), Joop Wittermans (Vader), Celia van den Boogert (Moeder), Skip Goeree (Jaap), Rob Kamphues (Sollicitant) | Ingeleid door Max Moszkowicz |
| 5 | De Opstanding van Lazarus | Monique van de Ven | 27 april 1993 | 28.42 | Amsterdam, Rotterdam, Breda  |
| Rini (Viviane De Muynck) is een alleenstaande weduwe die nadat ze een klein fortuin heeft verworven uit een erfenis kennis neemt aan de charmante beurshandelaar Edu (Hans Croiset) die haar het hof maakt. Rini is uiterst gecharmeerd door Edu en besluit hem een deel van haar vermogen toe te vertrouwen. Op zekere dag staat ze op de stoep bij Mr. Raab, Edu is spoorloos verdwenen... Verdere gastrollen: Eelco Vellema (De Momper), Aletta de Nes (Secretaresse Raab) | Rini (Viviane De Muynck) is een alleenstaande weduwe die nadat ze een klein fortuin heeft verworven uit een erfenis kennis neemt aan de charmante beurshandelaar Edu (Hans Croiset) die haar het hof maakt. Rini is uiterst gecharmeerd door Edu en besluit hem een deel van haar vermogen toe te vertrouwen. Op zekere dag staat ze op de stoep bij Mr. Raab, Edu is spoorloos verdwenen... Verdere gastrollen: Eelco Vellema (De Momper), Aletta de Nes (Secretaresse Raab) | Rini (Viviane De Muynck) is een alleenstaande weduwe die nadat ze een klein fortuin heeft verworven uit een erfenis kennis neemt aan de charmante beurshandelaar Edu (Hans Croiset) die haar het hof maakt. Rini is uiterst gecharmeerd door Edu en besluit hem een deel van haar vermogen toe te vertrouwen. Op zekere dag staat ze op de stoep bij Mr. Raab, Edu is spoorloos verdwenen... Verdere gastrollen: Eelco Vellema (De Momper), Aletta de Nes (Secretaresse Raab) | Rini (Viviane De Muynck) is een alleenstaande weduwe die nadat ze een klein fortuin heeft verworven uit een erfenis kennis neemt aan de charmante beurshandelaar Edu (Hans Croiset) die haar het hof maakt. Rini is uiterst gecharmeerd door Edu en besluit hem een deel van haar vermogen toe te vertrouwen. Op zekere dag staat ze op de stoep bij Mr. Raab, Edu is spoorloos verdwenen... Verdere gastrollen: Eelco Vellema (De Momper), Aletta de Nes (Secretaresse Raab) | Rini (Viviane De Muynck) is een alleenstaande weduwe die nadat ze een klein fortuin heeft verworven uit een erfenis kennis neemt aan de charmante beurshandelaar Edu (Hans Croiset) die haar het hof maakt. Rini is uiterst gecharmeerd door Edu en besluit hem een deel van haar vermogen toe te vertrouwen. Op zekere dag staat ze op de stoep bij Mr. Raab, Edu is spoorloos verdwenen... Verdere gastrollen: Eelco Vellema (De Momper), Aletta de Nes (Secretaresse Raab) | Ingeleid door Max Moszkowicz |
| 6 | De Dood en het Meisje | Nicole van Kilsdonk | 11 mei 1993 | | Veere, Leiden, Amsterdam     |
| Raab is getuige van een aanrijding, maar door het adequate optreden van de bestuurder Dr. Tolens (Eric Schneider) loopt de zaak met een sisser af. Echter zal Raab nog vaker met Tolens te maken krijgen, dat wil zeggen met zijn vrouw (Marjon Brandsma), die vraagtekens zet bij hetgeen dat haar man doet. Raab schakelt de hulp in van privédetective De Momper (Eelco Vellema), die Tolens volgt tot aan Veere, waar Tolens een geheim met zich meedraagt... Verdere gastrollen: Eric Corton (Bestuurder) | Raab is getuige van een aanrijding, maar door het adequate optreden van de bestuurder Dr. Tolens (Eric Schneider) loopt de zaak met een sisser af. Echter zal Raab nog vaker met Tolens te maken krijgen, dat wil zeggen met zijn vrouw (Marjon Brandsma), die vraagtekens zet bij hetgeen dat haar man doet. Raab schakelt de hulp in van privédetective De Momper (Eelco Vellema), die Tolens volgt tot aan Veere, waar Tolens een geheim met zich meedraagt... Verdere gastrollen: Eric Corton (Bestuurder) | Raab is getuige van een aanrijding, maar door het adequate optreden van de bestuurder Dr. Tolens (Eric Schneider) loopt de zaak met een sisser af. Echter zal Raab nog vaker met Tolens te maken krijgen, dat wil zeggen met zijn vrouw (Marjon Brandsma), die vraagtekens zet bij hetgeen dat haar man doet. Raab schakelt de hulp in van privédetective De Momper (Eelco Vellema), die Tolens volgt tot aan Veere, waar Tolens een geheim met zich meedraagt... Verdere gastrollen: Eric Corton (Bestuurder) | Raab is getuige van een aanrijding, maar door het adequate optreden van de bestuurder Dr. Tolens (Eric Schneider) loopt de zaak met een sisser af. Echter zal Raab nog vaker met Tolens te maken krijgen, dat wil zeggen met zijn vrouw (Marjon Brandsma), die vraagtekens zet bij hetgeen dat haar man doet. Raab schakelt de hulp in van privédetective De Momper (Eelco Vellema), die Tolens volgt tot aan Veere, waar Tolens een geheim met zich meedraagt... Verdere gastrollen: Eric Corton (Bestuurder) | Raab is getuige van een aanrijding, maar door het adequate optreden van de bestuurder Dr. Tolens (Eric Schneider) loopt de zaak met een sisser af. Echter zal Raab nog vaker met Tolens te maken krijgen, dat wil zeggen met zijn vrouw (Marjon Brandsma), die vraagtekens zet bij hetgeen dat haar man doet. Raab schakelt de hulp in van privédetective De Momper (Eelco Vellema), die Tolens volgt tot aan Veere, waar Tolens een geheim met zich meedraagt... Verdere gastrollen: Eric Corton (Bestuurder) | Ingeleid door Max Moszkowicz |
| 7 | 'n Waarheid als 'n Koe | Antoinette Beumer | 18 mei 1993 | | Vreeland                     |
| Anke (Jaloe Maat) en Jan Andersen (Peer van den Berg) worden beschuldigd van de moord op Jonker Mulok Jr. (René van Asten), die ze zouden hebben vermoord op het erf van hun boerderij. De Rechter-Commissaris (Geert de Jong) heeft een reconstructie gelast op het erf van de boerderij, waarbij ook Mr. Raab aanwezig is. Gedurende deze reconstructie drijven een hoop feiten aan de oppervlakte, maar in de rechtbank blijkt een bekentenis het er juist veel moeilijker op te maken... Verdere gastrollen: Detlev Pols (Jonker Mulok Sr.), Jaap van Donselaar (Rechter), Rosanna van der Wagt (Officier van Justitie), Hans Karsenbarg (Jager Kok), Peer Mascini (Klant), Wim Serlie (Professor) | Anke (Jaloe Maat) en Jan Andersen (Peer van den Berg) worden beschuldigd van de moord op Jonker Mulok Jr. (René van Asten), die ze zouden hebben vermoord op het erf van hun boerderij. De Rechter-Commissaris (Geert de Jong) heeft een reconstructie gelast op het erf van de boerderij, waarbij ook Mr. Raab aanwezig is. Gedurende deze reconstructie drijven een hoop feiten aan de oppervlakte, maar in de rechtbank blijkt een bekentenis het er juist veel moeilijker op te maken... Verdere gastrollen: Detlev Pols (Jonker Mulok Sr.), Jaap van Donselaar (Rechter), Rosanna van der Wagt (Officier van Justitie), Hans Karsenbarg (Jager Kok), Peer Mascini (Klant), Wim Serlie (Professor) | Anke (Jaloe Maat) en Jan Andersen (Peer van den Berg) worden beschuldigd van de moord op Jonker Mulok Jr. (René van Asten), die ze zouden hebben vermoord op het erf van hun boerderij. De Rechter-Commissaris (Geert de Jong) heeft een reconstructie gelast op het erf van de boerderij, waarbij ook Mr. Raab aanwezig is. Gedurende deze reconstructie drijven een hoop feiten aan de oppervlakte, maar in de rechtbank blijkt een bekentenis het er juist veel moeilijker op te maken... Verdere gastrollen: Detlev Pols (Jonker Mulok Sr.), Jaap van Donselaar (Rechter), Rosanna van der Wagt (Officier van Justitie), Hans Karsenbarg (Jager Kok), Peer Mascini (Klant), Wim Serlie (Professor) | Anke (Jaloe Maat) en Jan Andersen (Peer van den Berg) worden beschuldigd van de moord op Jonker Mulok Jr. (René van Asten), die ze zouden hebben vermoord op het erf van hun boerderij. De Rechter-Commissaris (Geert de Jong) heeft een reconstructie gelast op het erf van de boerderij, waarbij ook Mr. Raab aanwezig is. Gedurende deze reconstructie drijven een hoop feiten aan de oppervlakte, maar in de rechtbank blijkt een bekentenis het er juist veel moeilijker op te maken... Verdere gastrollen: Detlev Pols (Jonker Mulok Sr.), Jaap van Donselaar (Rechter), Rosanna van der Wagt (Officier van Justitie), Hans Karsenbarg (Jager Kok), Peer Mascini (Klant), Wim Serlie (Professor) | Anke (Jaloe Maat) en Jan Andersen (Peer van den Berg) worden beschuldigd van de moord op Jonker Mulok Jr. (René van Asten), die ze zouden hebben vermoord op het erf van hun boerderij. De Rechter-Commissaris (Geert de Jong) heeft een reconstructie gelast op het erf van de boerderij, waarbij ook Mr. Raab aanwezig is. Gedurende deze reconstructie drijven een hoop feiten aan de oppervlakte, maar in de rechtbank blijkt een bekentenis het er juist veel moeilijker op te maken... Verdere gastrollen: Detlev Pols (Jonker Mulok Sr.), Jaap van Donselaar (Rechter), Rosanna van der Wagt (Officier van Justitie), Hans Karsenbarg (Jager Kok), Peer Mascini (Klant), Wim Serlie (Professor) | Ingeleid door Max Moszkowicz |
| 8 | Het Offer | Michiel van Jaarsveld | 25 mei 1993 | | Amsterdam, Huizen            |
| Een gepensioneerd generaal (Allard van der Scheer) wordt beschuldigd voor de moord op zijn secretaresse. Raab heeft niet veel in handen, de man heeft heel veel tegen zich en heeft geen alibi voor het moment van de moord. Voor Raab wordt het een grote puzzel om de moord op te lossen, vooral omdat hij niet weet waar hij de stukjes moet leggen... Verdere gastrollen: Gijs de Lange (Ruud), Chris Nietvelt (Deborah), Fred Goessens (Hoofdinspecteur Groen), Arthur Boni (Tellier), Manon Alving (Berthe), Ruurt de Maesschalck (Jan), Sacha Bulthuis (Arts), Saskia Rinsma (Agente), Eric Krediet (Agent), Betty Post (Stem) | Een gepensioneerd generaal (Allard van der Scheer) wordt beschuldigd voor de moord op zijn secretaresse. Raab heeft niet veel in handen, de man heeft heel veel tegen zich en heeft geen alibi voor het moment van de moord. Voor Raab wordt het een grote puzzel om de moord op te lossen, vooral omdat hij niet weet waar hij de stukjes moet leggen... Verdere gastrollen: Gijs de Lange (Ruud), Chris Nietvelt (Deborah), Fred Goessens (Hoofdinspecteur Groen), Arthur Boni (Tellier), Manon Alving (Berthe), Ruurt de Maesschalck (Jan), Sacha Bulthuis (Arts), Saskia Rinsma (Agente), Eric Krediet (Agent), Betty Post (Stem) | Een gepensioneerd generaal (Allard van der Scheer) wordt beschuldigd voor de moord op zijn secretaresse. Raab heeft niet veel in handen, de man heeft heel veel tegen zich en heeft geen alibi voor het moment van de moord. Voor Raab wordt het een grote puzzel om de moord op te lossen, vooral omdat hij niet weet waar hij de stukjes moet leggen... Verdere gastrollen: Gijs de Lange (Ruud), Chris Nietvelt (Deborah), Fred Goessens (Hoofdinspecteur Groen), Arthur Boni (Tellier), Manon Alving (Berthe), Ruurt de Maesschalck (Jan), Sacha Bulthuis (Arts), Saskia Rinsma (Agente), Eric Krediet (Agent), Betty Post (Stem) | Een gepensioneerd generaal (Allard van der Scheer) wordt beschuldigd voor de moord op zijn secretaresse. Raab heeft niet veel in handen, de man heeft heel veel tegen zich en heeft geen alibi voor het moment van de moord. Voor Raab wordt het een grote puzzel om de moord op te lossen, vooral omdat hij niet weet waar hij de stukjes moet leggen... Verdere gastrollen: Gijs de Lange (Ruud), Chris Nietvelt (Deborah), Fred Goessens (Hoofdinspecteur Groen), Arthur Boni (Tellier), Manon Alving (Berthe), Ruurt de Maesschalck (Jan), Sacha Bulthuis (Arts), Saskia Rinsma (Agente), Eric Krediet (Agent), Betty Post (Stem) | Een gepensioneerd generaal (Allard van der Scheer) wordt beschuldigd voor de moord op zijn secretaresse. Raab heeft niet veel in handen, de man heeft heel veel tegen zich en heeft geen alibi voor het moment van de moord. Voor Raab wordt het een grote puzzel om de moord op te lossen, vooral omdat hij niet weet waar hij de stukjes moet leggen... Verdere gastrollen: Gijs de Lange (Ruud), Chris Nietvelt (Deborah), Fred Goessens (Hoofdinspecteur Groen), Arthur Boni (Tellier), Manon Alving (Berthe), Ruurt de Maesschalck (Jan), Sacha Bulthuis (Arts), Saskia Rinsma (Agente), Eric Krediet (Agent), Betty Post (Stem) | Ingeleid door Max Moszkowicz |